# Spor Toto Spor Kulübü (pallavolo)
Lo Spor Toto Spor Kulübü è una società pallavolistica maschile turca, con sede ad Ankara: milita nel campionato turco di Efeler Ligi e fa parte della società polisportiva Spor Toto Spor Kulübü.

## Storia
Il Maliye Piyango Spor Kulübü viene fondato nel 1995 all'interno della omonima società polisportiva, all'epoca denominata Maliye Gençlik ve Spor Kulübü. Nel campionato 2008-09 debutta nella massima serie del campionato turco, la Voleybol 1. Ligi, con la nuova denominazione Maliye Milli Piyango Spor Kulübü.
Nella stagione 2012-13 debutta in una competizione europea, prendendo parte alla Coppa CEV, dove si spinge fino alle semifinali, uscendo di scena solo al golden set contro la squadra italiana della Top Volley Latina; nel 2014 invece vince la BVA Cup. Nel 2016 la società cambia nuovamente nome in Maliye Piyango Spor Kulübü, cambiando ancora nel 2019, questa volta in Spor Toto Spor Kulübü, mutando anche i propri colori sociali in rosso, nero e bianco.
Conquista il primo trofeo in ambito nazionale della propria storia, aggiudicandosi la Coppa di Turchia 2020-21.

## Rosa 2023-2024
| N° | Nome              | Ruolo | Data di nascita  | Nazionalità sportiva |
| -- | ----------------- | ----- | ---------------- | -------------------- |
| 1  | Selçuk Keskin     | P     | 15 gennaio 1982  | Turchia              |
| 3  | Yüksel Bıdak      | C     | 6 giugno 1994    | Turchia              |
| 4  | Nemanja Petrić    | S     | 28 luglio 1987   | Serbia               |
| 5  | Murat Tokgöz      | L     | 29 febbraio 1984 | Turchia              |
| 7  | Yiğit Kaplan      | C     | 10 gennaio 2004  | Turchia              |
| 8  | Batuhan Avcı      | S     | 2 agosto 2000    | Turchia              |
| 9  | Jurij Berežko     | S     | 27 gennaio 1984  | Russia               |
| 10 | Caner Çiçekoğlu   | P     | 11 maggio 1985   | Turchia              |
| 12 | Morteza Sharifi   | S     | 27 maggio 1999   | Iran                 |
| 14 | Ümit Demir        | L     | 1º ottobre 1996  | Turchia              |
| 17 | Doğan Karakoç     | O     | 4 giugno 2005    | Turchia              |
| 18 | Ali Candan        | S     | 1º gennaio 1990  | Turchia              |
| 19 | Mustafa Koç       | C     | 23 febbraio 1992 | Turchia              |
| 20 | Mustafa Cengiz    | C     | 29 maggio 1998   | Turchia              |
| 23 | Božidar Vučićević | O     | 9 dicembre 1998  | Serbia               |

## Palmarès
- Coppa di Turchia: 1

2020-21
- BVA Cup: 1

2014

## Denominazioni precedenti
- 1995-2008: Maliye Gençlik ve Spor Kulübü
- 2008-2016: Maliye Milli Piyango Spor Kulübü
- 2016-2019: Maliye Piyango Spor Kulübü